# OGLE-2005-BLG-169L
OGLE-2005-BLG-169L es una estrella que se encuentra aproximadamente a 2,700 pársecs en la constelación de Sagitario. Su tipo espectral aún no está definido. Si ésta es una estrella de la secuencia principal, entonces lo más probable es que se trate de una enana roja con aproximadamente la mitad de la masa del Sol. Otras posibilidades son que sea una enana blanca, (o menos probablemente) una estrella de neutrones o un agujero negro.
En 2006, un planeta extrasolar fue descubierto alrededor de esta estrella.

## OGLE-2005-BLG-169Lb
OGLE-2005-BLG-169Lb es un planeta extrasolar, que fue descubierto por el proyecto OGLE, a través del método de microlente gravitacional. Basado en la masa más probable para la estrella anfitriona, de 0.49 masas solares, el planeta tendría una masa de 13 veces la de Tierra. Su temperatura y masa estimadas están cerca de las de Urano y la distancia a su estrella es de unos 595 millones de kilómetros. Se especula que este planeta puede ser un gigante de hielo como Urano, o "una supertierra" con una superficie sólida rocosa helada.